# Tahuya (Washington)
Tahuya es un área no incorporada ubicada en el condado de Mason en el estado estadounidense de Washington.

## Geografía
Tahuya se encuentra ubicado en las coordenadas 47°22′16″N 123°3′21″O / 47.37111, -123.05583.